# Pavel Šopák
Pavel Šopák (* 31. července 1970 Opava) je český historik umění se zaměřením na architekturu 19. a 20. století v českých zemích a na dějiny umění ve Slezsku.

## Biografie
Vystudoval Pedagogickou fakultu Ostravské univerzity (1988–1993, obor čeština–výtvarná výchova (prof. J. Vybíral). Po studiu pracoval rok jako odborný asistent na FF OÚ. V letech 1994–1999 absolvoval Filozofickou fakulta Univerzity Palackého v Olomouci – obor dějiny umění (prof. I. Hlobil, R. Prahl, R. Švácha, M. Togner). Od roku 1997 působí jako odborný asistent na FPF SU v Opavě.
V roce 2000 získal titul PhDr. a v roce 2006 Ph.D. Dne 1. září 2009 byl jmenován docentem na Filozofické fakultě Univerzity Palackého v Olomouci.
Od roku 2002 je členem Památkové rady NPÚ v Ostravě, od r. 2006 členem Vědecké a programové rady Muzea Těšínska v Českém Těšíně.

## Dílo
Pavel Šopák se zabývá urbanistickým vývojem měst ve Slezsku a na severu Moravy (Opava, Moravská Ostrava) a umělci, architekty a historiky umění, kteří pocházejí z tohoto regionu (Ferdiš Duša, sochař Josef Obeth, Karel Černohorský, Koliba, obec umělecké tvorby na Moravě, Brno).